# Анна Австрийская (1432—1462)
Анна Австрийская (нем. Anna von Österreich; 12 апреля 1432, Вена — 13 ноября 1462, Эккартсбург, Саксония-Анхальт) — принцесса Австрийская, в замужестве герцогиня Саксонская, ландграфиня Тюрингенская и герцогиня Люксембургская.

## Биография
Анна — старший ребёнок римского короля Альбрехта II и принцессы Елизаветы Люксембургской, дочери императора Священной Римской империи Сигизмунда.
20 июня 1446 года Анна в возрасте 14 лет вышла в Йене замуж за герцога Саксонского Вильгельма III. Анна отказалась от претензий на власть в Австрии, но не от власти в Богемии, Венгрии и других землях Альбрехта II. Тёща передала Вильгельму свои права на герцогство Люксембург, которое он оккупировал ещё в 1441 году, но был изгнан оттуда герцогом Бургундии Филиппом III. Претензии на власть в Богемии он был вынужден уступить Йиржи из Подебрад. После смерти Анны брат Ладислав Постум провозгласил Вильгельма герцогом Люксембурга в 1457 году.
Брак Анны и Вильгельма был несчастливым, и Вильгельм оставил её, обратившись к своей любовнице Катарине фон Бранденштайн. До своей смерти Анна проживала в Эккартсбург. Она пыталась вернуться к своему супругу, но вместо приветствия он бросил в лицо супруги деревянный башмак и выслал её обратно. Вскоре после смерти Анны в июле 1463 года Вильгельм женился на Катарине фон Бранденштайн. Анна была похоронена в монастыре Райнхардсбрунн.

## Потомки
- Маргарита (1449—1501), замужем за курфюрстом Бранденбургским Иоганном Цицероном (1455—1499)
- Екатерина (1453—1534), замужем за Гинеком из Подебрад (1452—1492)